# Zlatá Tretra 2009
Zlatá Tretra 2009 – mityng lekkoatletyczny, który odbył się 16 i 17 czerwca w czeskiej Ostrawie. Zawody zaliczane były do kalendarza World Athletics Tour i posiadały rangę Grand Prix IAAF.

## Rezultaty

### Mężczyźni
| Konkurencja           | 1. miejsce             | 1. miejsce | 2. miejsce            | 2. miejsce | 3. miejsce             | 3. miejsce |
| --------------------- | ---------------------- | ---------- | --------------------- | ---------- | ---------------------- | ---------- |
| 100 m                 | Usain Bolt             | 9,77       | Craig Pickering       | 10,08      | Ronald Pognon          | 10,15      |
| 200 m                 | Paul Hession           | 20,44      | Brian Dzingai         | 20,45      | Nickel Ashmeade        | 20,72      |
| 800 m                 | David Lekuta Rudisha   | 1:44,09    | Ismail Ahmed Ismail   | 1:44,31    | Asbel Kipruto Kiprop   | 1:44,54    |
| Jedna mila            | Haron Keitany          | 3:49,57    | Andrew Baddeley       | 3:51,83    | Gideon Gathimba        | 3:52,98    |
| 3000 m z przeszkodami | Ezekiel Kemboi         | 8:09,55    | Brimin Kiprop Kipruto | 8:09,95    | Paul Kipsiele Koech    | 8:10,22    |
| 110 m przez płotki    | Dayron Robles          | 13,04      | Dexter Faulk          | 13,13      | Shamar Sands           | 13,38      |
| 400 m przez płotki    | Bershawn Jackson       | 48,32      | Felix Sánchez         | 49,20      | Marek Plawgo           | 49,59      |
| Skok w dal            | Godfrey Khotso Mokoena | 8,33 +1,8  | Salim Sdiri           | 8,19 +2,0  | Fabrice Lapierre       | 8,13 +1,5  |
| Rzut młotem           | Krisztián Pars         | 80,71      | Dilshod Nazarov       | 78,83      | Libor Charfreitag      | 77,44      |
| Rzut oszczepem        | Mark Frank             | 83,51      | Tom Goyvaerts         | 82,25      | John Robert Oosthuizen | 81,18      |

### Kobiety
| Konkurencja        | 1. miejsce             | 1. miejsce | 2. miejsce             | 2. miejsce | 3. miejsce          | 3. miejsce |
| ------------------ | ---------------------- | ---------- | ---------------------- | ---------- | ------------------- | ---------- |
| 800 m              | Marilyn Okoro          | 2:00,21    | Élodie Guégan          | 2:00,44    | Jennifer Meadows    | 2:00,48    |
| 5000 m             | Meselech Melkamu       | 14:34,17   | Linet Chepkwemoi Masai | 14:34,36   | Vivian Cheruiyot    | 14:38,26   |
| 20000 m            | Dire Tune              | 1:05:35,3  | Leah Malot             | 1:10:35,0  | Salina Jebet Kosgei | 1:17:08,3  |
| 100 m przez płotki | Delloreen Ennis-London | 12,79      | Michelle Perry         | 12,86      | Danielle Carruthers | 12,90      |
| Skok wzwyż         | Blanka Vlašić          | 2,00       | Swietłana Szkolina     | 1,95       | Irina Gordiejewa    | 1,95       |
| Skok w dal         | Olga Kuczerenko        | 6,76 +1,0  | Małgorzata Trybańska   | 6,56 +0,1  | Jana Veldáková      | 6,48 +1,0  |
| Rzut młotem        | Anita Włodarczyk       | 76,59      | Martina Hrašnová       | 74,20      | Stéphanie Falzon    | 72,54      |
| Rzut oszczepem     | Marija Abakumowa       | 66,89      | Christina Obergföll    | 66,88      | Barbora Špotáková   | 65,92      |